# Zosterops citrinella
El anteojitos pálido (Zosterops citrinella) es una especie de ave paseriforme en la familia Zosteropidae.

## Distribución geográfica y hábitat
Es endémica de muchas islas menores de la Sonda (desde Sumba y el archipiélago de Solor hasta las islas Barat Daya y las Tanimbar) y las islas del estrecho de Torres.
Sus hábitats naturales son las bosques tropicales o subtropicales húmedos y los manglares.